# Distrito de Artes de Dallas

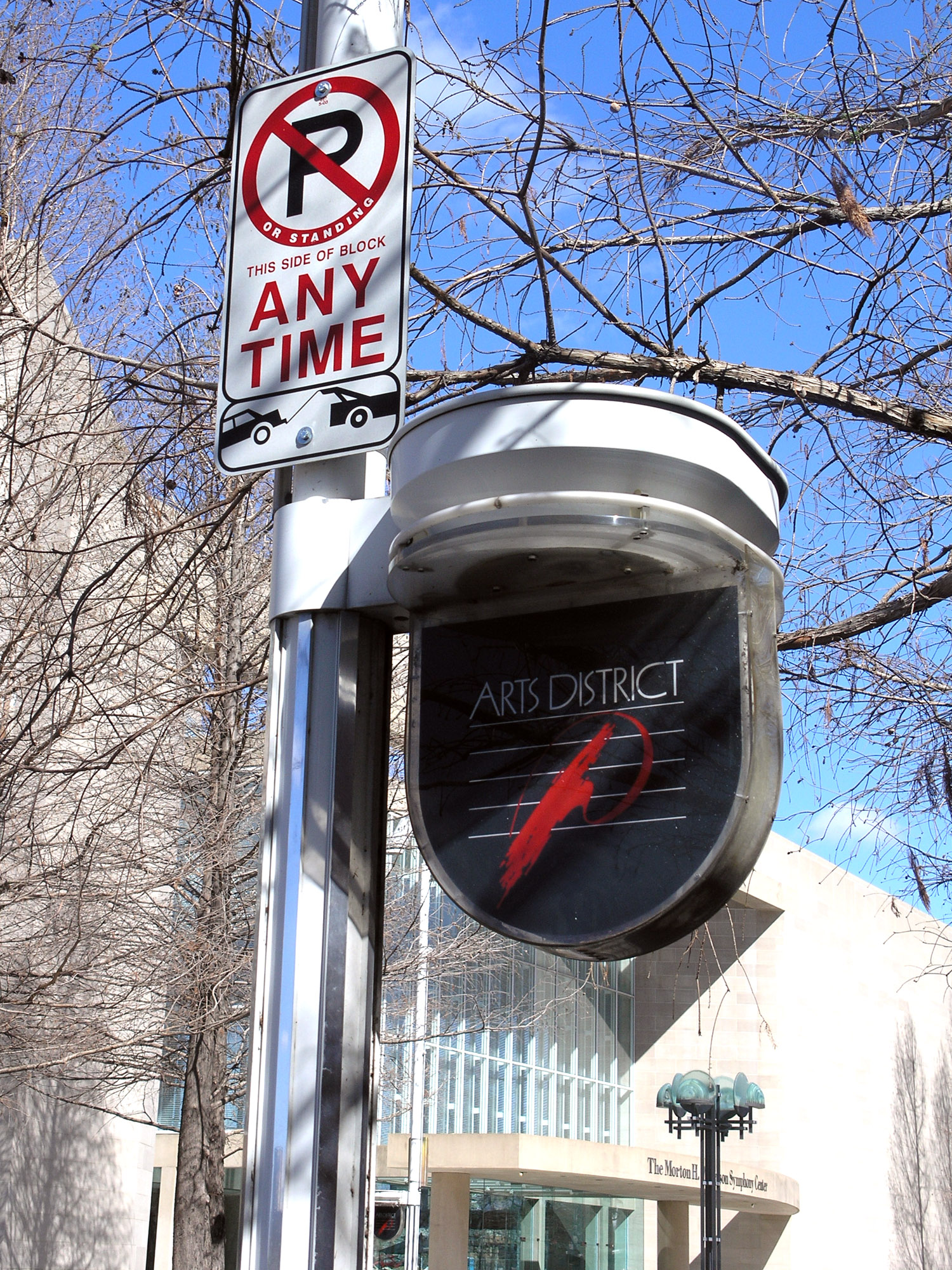
Imagen de un cartel indicativo del Distrito de Artes.

El Distrito de Artes es un distrito de las artes visuales y escénicas localizado en el centro de Dallas (Texas).
El distrito tiene 0,28 km² de extensión y alberga algunos de los lugares de interés más significativos de Dallas, incluyendo instalaciones para las artes visuales, teatrales y las que están en desarrollo.

## Estructuras
- Casa de Opera Winspear
- Centro Sinfónico Morton H. Meyerson
- Preparatoria Booker T. Washington para las Artes Visuales y Escénicas
- Catedral Santuario de Guadalupe
- Museo de Arte de Dallas
- Centro de Escultura Nasher
- Colección de Artes Asiáticas de Trammell y Margaret Crow
- Fountain Place
- Mansión Belo
- Teatro del Distrito de Artes
- One Arts Plaza/7-Eleven Sede Corporativa
- Centro de Artistas Annette Strauss
- Centro de las Artes Escénicas de Dallas
- Club de Comedia Backdoor
- Teatro de Comedia Ad-Libs Improvisational
- Iglesia Metodista St. Paul

- Datos: Q2865867
- Multimedia: Arts District, Dallas, Texas / Q2865867